# یاشننگک ستاره
یاشننگک ستاره (به لاتین: Jasiennik Stary) یک روستا در لهستان است که در گمینا پوتوک گورنه واقع شده‌است. یاشننگک ستاره ۳۴۱ نفر جمعیت دارد.